# وولپیانو
وولپیانو (به ایتالیایی: Volpiano) یک کومونه در ایتالیا است که در استان تورین واقع شده‌است.

## خصوصیات
وولپیانو ۳۲٫۴ کیلومترمربع مساحت و ۱۵٬۱۲۸ نفر جمعیت دارد و ۲۱۹ متر بالاتر از سطح دریا واقع شده‌است.

## خواهرخوانده
شهر کاستریس خواهرخواندهٔ وولپیانو هست.